# NGC 3812
NGC 3812 је елиптична галаксија у сазвежђу Лав која се налази на NGC листи објеката дубоког неба.
Деклинација објекта је + 24° 49' 21" а ректасцензија 11h 41m 7,8s. Привидна величина (магнитуда) објекта NGC 3812 износи 12,6 а фотографска магнитуда 13,6. NGC 3812 је још познат и под ознакама UGC 6648, MCG 4-28-23, CGCG 127-27, PGC 36256.